# Германска свободомислеща партия
Немска свободомислеща партия (на немски: Deutsche Freisinnige Partei или DFP) e либерална партия по време на Германската империя (1871-1918) съществувала от 1884 до 1893 г. Създадена от сливането на Либерално Обединение (основано през 1880) и Немската Партия на Напредъка.

## Създаване 1884 г
Германската либерална партия е създадена на 5 март 1884 г. чрез сливането на Либералната асоциация с Германската партия на прогреса. Съединението е одобрено от двете партии на партийните конференции на 15 и 16 март 1884 г. Сливането вече е било договорено и инициирано между Ойген Рихтер (Германска прогресивна партия) и Франц фон Щауфенберг (Либерална асоциация) през януари 1884 г., няколко дни след смъртта на Едуард Ласкер. Целта му е да създаде силна фракция в Райхстага под ръководството на Щауфенберг.
Преди обединението, Либералната асоциация е имала 46 места, а Германската партия на прогреса е имала 59 места. Новата партия сформира централен комитет, който по същество отговаря за свикването на партийния конгрес и избирането на членовете на изпълнителния комитет. Щауфенберг е избран за председател на Централния комитет, негови заместници са Алберт Хенел и Рудолф Вирхов. Въпреки това, действителното политическо ръководство и организационен орган е седемчленният избран комитет, оглавяван от Рихтер. Негов заместник първоначално е Хайнрих Рикерт, а от 1890 г. Карл Шрадер. Хуго Хермес, Лудолф Парисий, Робърт Зеле и Теодор Барт също принадлежат към избраната комисия.

## Предназначение
Радикалната ляво-либерална Рихтер (Германска партия на прогреса) и умерената ляво-либерална Щауфенберг (Либерална асоциация) погрешно вярват, че промяната на трона на либералния престолонаследник Фридрих Вилхелм, по-късно император Фридрих III, през 1884 г. се дължи на лошото здраве на архиконсервативния, остарял кайзер Вилхелм I. Сливайки се в ГСП, те искат да формират достатъчно силна парламентарна платформа за ляво-либерално правителство на бъдещия император, който се смята за либерал. Британецът Уилям Юарт Гладстоун предоставя модела за тяхната стратегия. Курсът на либералните реформи (парламентаризъм), от който правителството на Ото фон Бисмарк се е отвърнало, трябва да бъде възобновен.
Престолонаследникът принц Фридрих Вилхелм изпраща на депутата от ГСП Лудвиг Бамбергер поздравителна телеграма за основаването на новата партия. Водещите членове на Германската либерална партия - Шрадер, Вирхов, Щауфенберг и други - вярват, че престолонаследникът ще подкрепи либералната ГСП в нейния курс срещу Бисмарк и ще им повери правителството след изкачването си на трона. Поради това ГСП първоначално е наречена от някои „Партията на престолонаследника“.

## Резултати от изборите
На 6 март 1884 г. двете партии образуват втората по големина фракция в Райхстага със 100 представители след Германската центристка партия. Стратезите на ГСП се надяват да спечелят допълнителни места на изборите през октомври 1884 г. Това изчисление не се получава. Мнозинството от избирателите не са готови да изберат ляволиберална партия, която да се противопостави на канцлера Бисмарк. Няколко месеца след основаването си новата ГСП губи една трета от местата си на изборите за Райхстаг на 28 октомври 1884 г. Тя получи 17,6% от гласовете и само 65 места. На изборите за Райхстаг през 1887 г. броят на мандатите отново намалява наполовина до 32, но се увеличи на изборите за Райхстаг през 1890 г., след смъртта на император Фридрих III. и след оставката на Бисмарк отново стига до 66 мандата.

## Програма
Германската свободомислеща партия представлява (според тогавашното разбиране) ляво-либерална програма за неограничено прилагане на конституционните гаранции, парламентаризация на конституционната монархия, осигуряване на свободата на печата, събранията и сдруженията, отделянето на църквата и държавата и равнопоставеност на всички религиозни общности (включително еврейските).
В допълнение, тя се застъпва за масивни данъчни облекчения, премахването на защитната тарифна политика на Бисмарк и укрепването на асоциациите за самопомощ на работниците. Тя категорично отхвърли законите на Бисмарк и социалните закони, предложени от социалистите, тъй като според Рихтер те отслабват инициативата на работниците за самопомощ.
Разцепва се на Свободомислеща Народна Партия и Свободомислещо Обединение, които по-късно се сливат отново през 1910 г. заедно с Немската Народна Партия в Немска Демократична Партия.